# Sparkasse Arena
La Sparkasse Arena (plus tôt en italien : Palaonda, en allemand : Eiswelle) est la patinoire de Bolzano, en Italie.
Elle accueille les matchs du HC Bolzano ainsi que ceux des Eagles de Bolzano (Série A féminine).

## Histoire
Construite en 1993 en un temps record, elle fut inaugurée pour le Championnat du monde de hockey sur glace 1994, dont elle a accueilli une partie des rencontres. Quatre ans plus tard, elle est l'une des deux salles accueillant le Championnat d'Europe masculin de handball 1998.
La Sparkasse Arena a été conçu par les architectes Claudio Lucchini et Roberto D'Ambrose, avec l'aide de Silvano Bassetti et de l'étude d'ingénieur Lee de Mérano. Située sur le site de la Foire de Bolzano, dont elle fut la première construction, sa structure polyvalente permet de passer de 1800 à 3 600 m2 de surface plane (premier anneau des tribunes amovible), permettant des expositions.
Sa capacité varie selon la configuration : 
- 3 000 places assises en version expo
- 7 220 places assises lors des évènements sportifs et des spectacles sur glace
- 8 000 places assises lors des concerts.